# Hans Leitinger
Hans Leitinger (* 1946 in Wien) ist bekannt als österreichischer Rundfunkmoderator und Radiomanager des ORF.
Hans Leitinger begann Anfang 1968 beim neu geschaffenen ORF Radiosender Ö3 und wurde 1969 gemeinsam mit Rudi Klausnitzer von Ernst Grissemann beauftragt, eine Chronik-Wortredaktion, die Ö3 Redaktion, aufzubauen. Von 1970 bis 1990 moderierte er Ö3 Sendungen, wie Ö3 Hitparade, Ö3 Magazin, Ö3 Wecker, Club Ö3, Treffpunkt Ö3 und Ö3 Freizeichen, für die er auch als Ressortleiter verantwortlich war. Zusätzlich entwickelte und produzierte er gemeinsam mit Patrick Schierholz und Peter Barwitz, dem Musikchef von Ö3, Spezialprogramme, wie z. B. die „Rolling Stones Story“ und „The Roaring 60‘s“, eine 10-teilige Serie über die Geschichte der 60er Jahre, die auch von vielen deutschsprachigen Radiosendern übernommen wurde. 

## Zitate
- „Wenn ich gestern Abend so müde gewesen wäre, wie ich heute morgen bin, dann wäre ich heute morgen so munter, wie ich gestern Abend war.“
- „Am Montag geht es mir immer wie dem Robinson auf seiner Insel: Ich wart’ auf Freitag.“
- „Lieber in der Nacht versumpfen als im Sumpf übernachten.“
- „Heute ist Freitag, der 21.12. In den letzten Tagen vor dem Weihnachtsfest gibt es immer viel zu tun. Vor allem für die Leber.“
- „Freitag ist Lei-Tag.“